# Antonio Bienvenida
Pour les articles homonymes, voir Mejías et Bienvenida.
Antonio Mejías Jiménez dit « Antonio Bienvenida », né à Caracas (Venezuela) le 25 juin 1922, mort à Madrid (Espagne) le 7 octobre 1975, est un matador espagnol.

## Présentation
Antonio Bienvenida est un des cinq fils de Manuel Mejías y Rapela « Bienvenida ». Ses frères sont : Manuel Mejías y Jiménez Manolo Bienvenida (Bienvenida IV), Pepe Bienvenida (Bienvenida V), Raphael Mejías y Jiménez (Bienvenida VI), Ángel Luis Bienvenida (Bienvenida VIII). Il est lui-même classé dans l'ordre des frères Bienvenida comme Antonio Mejías y Jiménez (Bienvenida VII).
Il prend l'alternative à Madrid le 9 avril 1942, avec comme parrain son frère « Pepe Bienvenida », devant des taureaux de la ganadería de Don Eduardo Miura.
Il participa à plus de huit cents corridas dans toute sa carrière. Le 16 juin 1960, il fait le pari de tuer douze taureaux le même jour, au cours de deux corridas, l’une l’après-midi, l’autre en nocturne. Il se retire du toreo à la suite d’une corrida dans les arènes madrilènes de Vista Alegre, le 5 octobre 1974.
Un an après, jour pour jour, au cours d’une tienta à El Escorial (province de Madrid) dans la ganadería de Doña Amelia Pérez-Tabernero, il est renversé par la vache « Conocida », qui lui cause des lésions irréversibles aux vertèbres cervicales. Il meurt à Madrid le 7 octobre 1975.